# لوحة معمودية المسيح
معمودية المسيح هي لوحة تم الانتهاء من رسمها حوالي العام 1475 للميلاد في الاستوديو الخاص برسام عصر النهضة الإيطالي أندريا دل فروكيو وتمت نسبة العمل له عموما بالمشاركة مع تلميذه ليوناردو دا فينشي. بعض مؤرخو الفن اعتقدوا بوجود أياد رسامين أخرى من طلاب أندريا دل فروكيو ساهموا في رسم وإكمال هذه اللوحة. تصور اللوحة معمودية يسوع على يد يوحنا المعمدان كما هو مسجل في إنجيل متى وإنجيل مرقس وإنجيل لوقا. يعتقد أن الملاك إلى اليسار في اللوحة هو من رسم ليوناردو الشاب. تقع اللوحة في معرض أوفيزي في فلورنسا.
وكانت هذه أهم لوحاته.